# Boston Computer Society
Boston Computer Society – organizacja miłośników komputerów osobistych założona 12 lutego 1977 r., która stała się największą tego typu organizacją na świecie, grupując 30 tys. członków w 50 stanach USA i 40 innych krajach. Pod koniec lat 80. obejmowała 75 grup zainteresowań i odbywała ok. 150 spotkań miesięcznie.
W pierwszych latach stowarzyszenie odegrało istotną rolę w kierunkach kształtowania rozwoju przemysłu komputerowego i często było sceną demonstrowania nowości w dziedzinie sprzętu i oprogramowania. W latach 90. rozmaite usługi i udogodnienia oferowane przez BCS stały się dostępne w innych miejscach, co stało się początkiem stopniowej erozji znaczenia tej organizacji. Ostatecznie BCS zaprzestało formalnie działalności w październiku 1996 r., aczkolwiek do dzisiaj istnieje szereg nieformalnych grup BCS.